# أتلانتيك سيتي
أتلانتيك سيتي (بالإنجليزية: Atlantic City) هي مدينة أمريكية في ولاية نيو جيرسي تقع في الجزء الجنوب الشرقي من الولاية بالقرب من حدودها الجنوبية وتبعد عن فيلادلفيا في ولاية بنسيلفانيا حوالي 89 كم ويقطنها حوالي 39558 نسمة حسب إحصائيات سنة 2010.

## روابط
- الموقع الرسمي للمدينة